# Ailton Cesar Junior Alves da Silva
Ailton Cesar Junior Alves da Silva, kurz Canela (* 18. November 1994; † 28. November 2016 in der Nähe von La Unión, Departamento de Antioquia, Kolumbien), war ein brasilianischer Fußballspieler.

## Sportlicher Werdegang
Canela begann seine Karriere im Erwachsenenbereich bei Inter de Bebedouro. 2014 wechselte er zu Atlético Monte Azul, wo er in der höchsten Spielklasse der Staatsmeisterschaft von São Paulo antrat. Im Sommer 2015 wechselte er innerhalb des Bundesstaates zu Botafogo FC, blieb dort jedoch nur ein Jahr.
Im Sommer 2016 wechselte Canela zu Chapecoense in die  Série A. Dort kam er unregelmäßig als Ergänzungsspieler sowohl in der Meisterschaft als auch in der Copa Sudamericana 2016 zum Einsatz, bei der die Mannschaft das Endspiel erreichte. Am 28. November 2016 kam Canela wenige Tage nach seinem 22. Geburtstag bei der Anreise zum Finale des Kontinentalwettbewerbs ums Leben, als der LaMia-Flug 2933 kurz vor Erreichen des Zielortes Medellín abstürzte. Neben ihm kamen 18 weitere Spieler des Klubs sowie 26 Funktionäre ums Leben. Am folgenden Tag wurde das Finale vom südamerikanischen Fußballverband CONMEBOL abgesagt. Am 2. Dezember 2016 erklärte der Conmebol den Klub posthum zum Sieger der Copa Sudamericana 2016.

## Erfolge
Chapecoense
- Copa Sudamericana: 2016